# Таруманагара
Таруманагара або царство Тарума (бл. 359–669 роки) — сунданська держава, що панувала в Західній Яві.

## Історія

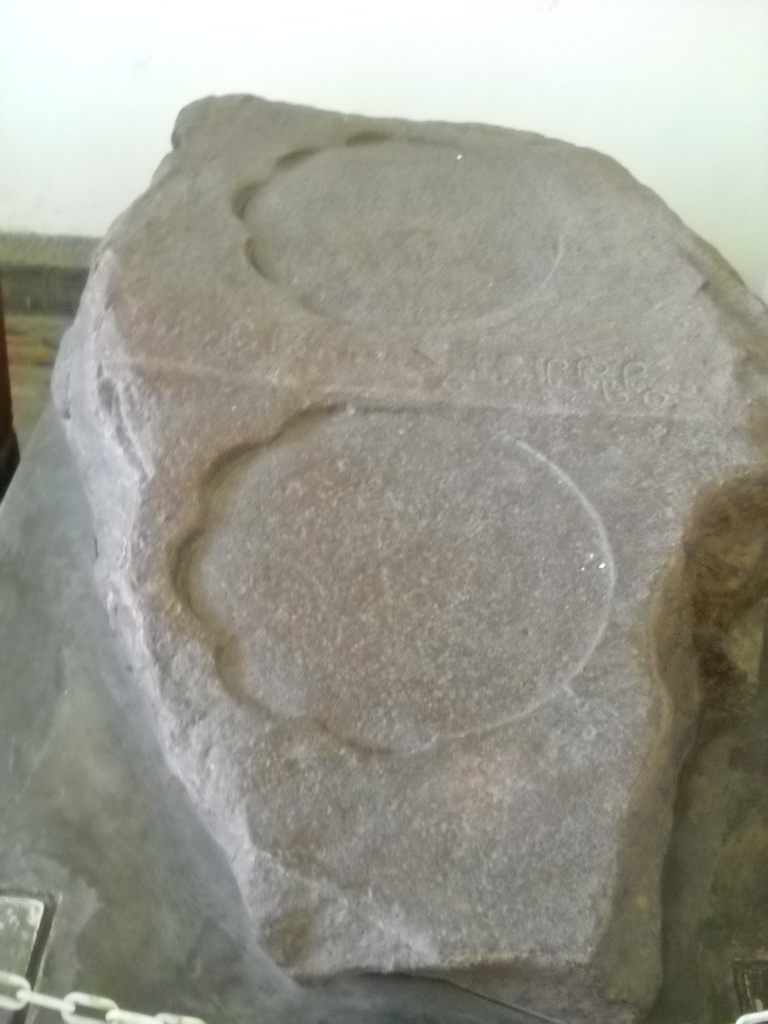
Кебон Копі I

Написи про царство Тарума є найпершими записами про індуїстське державне утворення в західній частині Малайського архіпелагу. Це напис Кебон Копі I (званий також каменем Телапак Гаджа). Відповіднодо праці римського географа Клавдія Птолемея на західному краю острова Ябадіу є місто Аргір. Ябадіу ототожнюють з Явою, а Аргір з Пераком-Мераком (з грецького і сунданського перекладається як «срібло»), важливим портом Таруманагари.
Назва держави за різними версіями походить від річки (сучасна назва Читарум) або від місцевої назви рослини індиго.
Припускають, що ця глиняна культура Буні була попередницею Таруманагари. Відповідно до археологічних досліджень стародавнє суспільство культури буні було поіндусено. За поширеною легендою 357 року під час вторгнення на південь магараджахіраджи Самудрагупти було повалено династію Саланкаяна в сучасному штаті Андхра-Прадеш. Представник цієї династії Джаясінгаварман втік на Яву, до держави Салаканагара. За іншою теорією він був представником династії Магамеґавагани, що також в цей час зазнало поразки від Самудрагупти. Можливо Саланкаяна з яванських переказів тотожня Магамеґаваганам. Згодом завдяки шлюбу зі спадкоємицею трону Джаясінгаварман захопив владу в цій державі, заснувавши нову — Таруманагара.
Найбільшого піднесення держава досягла при онукі Пурнавармані. У 397 році він заснував нову столицю, розташовану поблизу узбережжя, під назвою Сундапура (Святе місто або Чисте місто). Припускають, що розташовувалося на північ від Джакарти. Таруманагара підтримувала розширені торговельні та дипломатичні відносини на території, що простягається між Індостаном та Китаєм.
Наступні магараджи переважно відомі лише за іменами, з пізніших рукописів та місцевих легенд. З них відомий Сурьяварман, що заснував нову столицю. У 520-х роках починається процес розпаду Таруманагари — утворюється васальна держава Кендан. У 540-х роках знову частина держави відкололася, отримавши назву Сунда Самбава. У 612 році виокремилася держава Галух. У період з 528 по 669 рік з Таруманагара відправлено посольство до двору династій Чень або Суй.
У 650 році Таруманагара програла війну Шрівіджайє. Це призвело до глибокого занепаду. Близько 669/670 року після смерті бездітного магараджи Лінгавармана державу було розділено між Сунда Самбава і Галух. 685 року першу захопила Шривіджая.

## Територія
Відповідає кордонам Джабодетабеку (Великій Джакарті), було розташоване навколо сучасної Джакарти, Богорі і Бекасі. Найсхіднішим містом було Пурвалінги (сучасне Пурбалінга в провінції Центральна Ява), річка Сіпамалі (сучасна Бребес) була кордоном на сході.

## Устрій
Про політичну організацію царства відомо замало. Магараджи підпорядковувалося 48 невеликих вождіств (arinagara). Певну роль при ньому відігравали брагмани, що свідчить про наявність каст і можливо станів. У збережених текстах відсутня згадка якихось сановників чи чиновників, проте містяться нечіткі вказівки на його родичів, що свідчить про спадковий і клановий характер держави. У написах згадуються населені пункти, що позначаються словами nagara («місто»), purī («фортеця, цитадель») та śibira («укріплений табір», попередник кратону-палацу).

### Магараджи
- Джаясінгаварман (358—382)
- Дхармаяварман (382—395)
- Пурнаварман (395—434)
- Вішнуварман (434—455)
- Індраварман (455—515)
- Чандраварман (515—535)
- Сурьяварман (535—561)
- Кертаварман (561—628)
- Судхаварман (628—639)
- Харівангсаварман (639—640)
- Нагаджаяварман (640—666)
- Лінгаварман (666—669)
- Тарусбава (669—670)

## Економіка
Основу становили рибальство, добування корисних копалень, землеробство, мисливство. Вигідне географічне розташування (контролювало протоку між Явою і Суматрою) сприяло розвитку торгівлі. Вивозили
до Китаю роги носорогів, слонову кістку та панцири черепах (усіх їх полювали), золото і срібло (добували в місцевих копальнях).
Землеробство було зрошувальне. Відомо про великий проєкт з відведення річки Чакунг та іригаційних каналів, здійснених Пурнаварманом.

## Культура

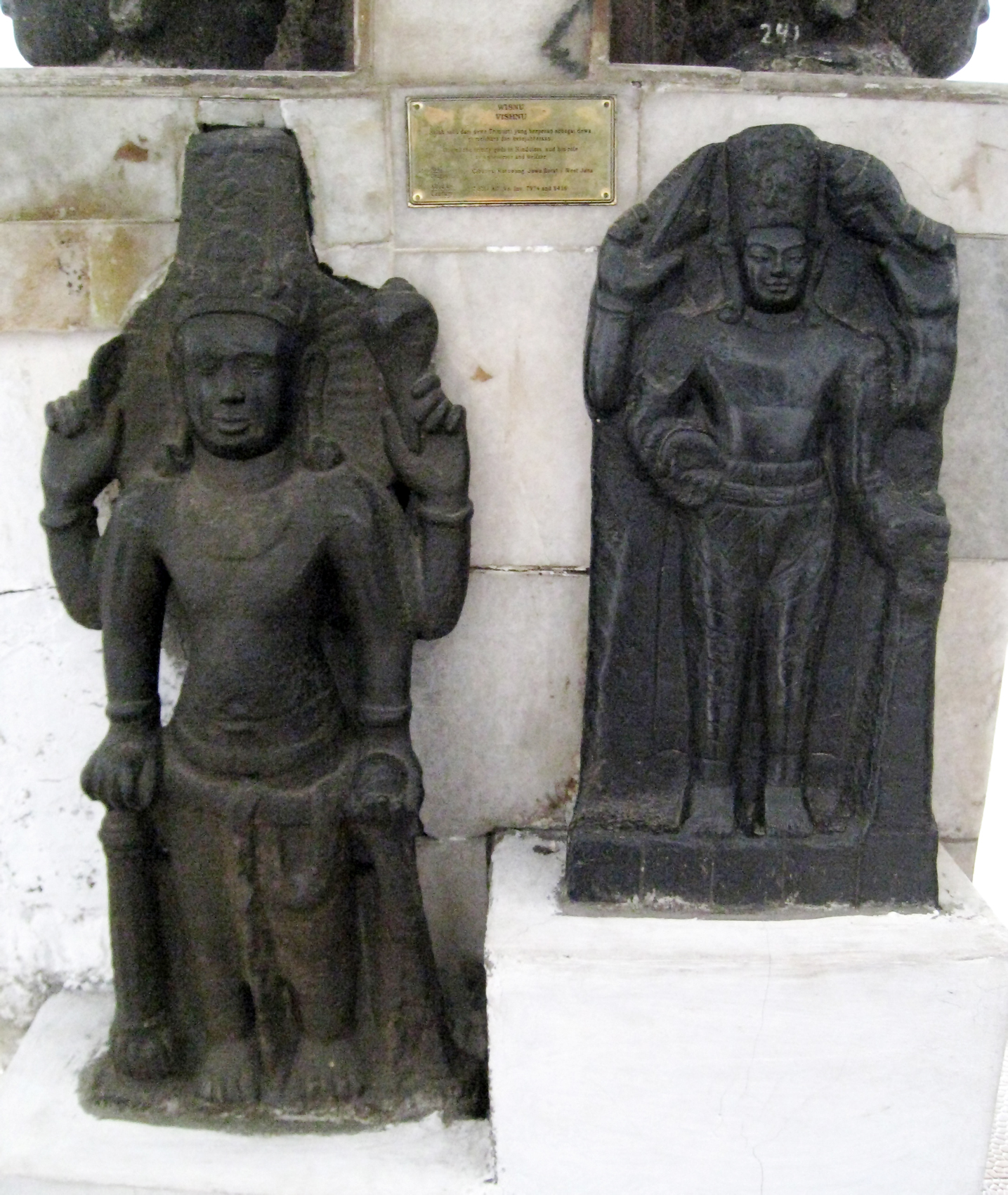
Статуї Вішну в археологчній пам'ятці Кібуая

Згідно китайського мандрівника Фасяня буддизм був слабко поширений (в старовинному храмовому комплексі Батуджая було виявлено рештки буддійських чандів-храмів або ступ), переважав ведичний індуїзм, зокрема вішнуїзм, а також анімістичні культи. Так, відомо, що відбиток підошви магараджи Пурнавармана прирівнювалидо стопи індуїстського бога Вішну.